# Stronger Than Me
«Stronger Than Me» — песня Эми Уайнхаус из её дебютного альбома Frank (2003) Написана Уайнхаус и Салаам Реми и выпущена в Великобритании как лид-сингл альбома 6 октября 2003 года. В конечном итоге, песня заняла самое низкое место в чартах, как среди песен из альбома «Frank», так и среди всех песен Уайнхаус, поднявшись на 71-ю позицию в хит-параде песен Великобритании.
Песня всё же выиграла музыкальную премию «Ivor Novello Award» в номинации «Best Contemporary Song Musically & Lyrically» в 2004 году
Кроме заглавной песни, сингл «Stronger Than Me» содержит эксклюзивный дополнительный трек «What It Is»

## Список треков и форматов
CD-диск, сингл/цифровая запись
1. «Stronger Than Me» — 3:34
2. «What It Is» — 4:44
3. «Take the Box» (The Headquarters Mix) — 3:49

CD-сингл
1. «Stronger Than Me» (Версия альбома) — 3:34

Сингл UK 12"
- Сторона A:

1. «Stronger Than Me» (Версия альбома)
2. «Stronger Than Me» (Curtis Lynch Jnr.)

- Сторона B:

1. «Stronger Than Me» (ремикс Harmonic 33)
2. «Stronger Than Me» (акапелла)

Сингл UK 12" (выпуск 300no только на копиях дижи)
- Сторона A:

1. «Stronger Than Me» (Вокальный ремикс Curtis Lynch Jnr)

- Сторона B:

1. «Stronger Than Me» (Двойной ремикс Curtis Lynch Jnr)

## Чарты
| Чарт (2003)      | Номер позиции |
| ---------------- | ------------- |
| UK Singles Chart | 71            |
| Чарт (2004)      | Номер позиции |
| Dutch Top 100    | 87            |